# Bo Dahlbom
Bo Dahlbom, född 9 juni 1949, är en svensk filosof, datalog och forskare.
Dahlbom doktorerade 1977 i teoretisk filosofi vid Göteborgs universitet och blev 1983 docent i detta ämne vid samma lärosäte. 1994–2002 var han professor i administrativ databehandling (informatik) vid Handelshögskolan vid Göteborgs universitet, från 2002 är han professor i informationsteknologi vid IT-universitetet i Göteborg. Han var tidigare forskningschef vid Interactive Institute i Stockholm. Sedan 2008 är han forskningschef vid Sustainable Innovation, Sust, i Stockholm. 2001 invaldes han som ledamot av Kungliga Ingenjörsvetenskapsakademien.
Dahlbom har haft och har ett flertal uppdrag, t.ex. som medlem i den svenska regeringens IT-politiska strategigrupp (2003–2006). Därefter ingick han i regeringens IT-råd (2007-2010).